# Moshtagh Yaghoubi
Moshtagh Hossain Yaghoubi (* 8. November 1994 in Kabul, Afghanistan), auch bekannt unter dem Spitznamen Mosa, ist ein finnischer Fußballspieler.

## Karriere

### Verein
Moshtagh Yaghoubi wurde 1994 in Kabul, Afghanistan geboren. Als Mitglied der ethischen Gruppe der Hazara floh er mit seiner Familie 1999 in den Iran. Nachdem die Familie sieben Jahre in der Hauptstadt Teheran gelebt hatte, beantragten sie Asyl in Finnland. Yaghoubi begann im Alter von 13 Jahren beim Amateurverein Haukivuoren Palloa mit dem Fußballspielen. Nach weiteren Stationen in den Jugendmannschaften von Mikkelin Palloilijat, HJK Helsinki und PK-35 Vantaa wechselte er 2011 zum FC Honka. Sein Debüt für Honka bestritt Mosa am 13. Oktober 2011 im Spiel gegen Kuopion PS. Sein erstes Ligator erzielte er am 27. Mai 2012 gegen den FC Inter Turku. Am 27. Februar 2014 wechselte Yaghoubi zum Virslīga-Verein FK Spartaks Jūrmala nach Lettland, bei dem er einen Dreijahresvertrag unterschrieb. Bereits nach vier Monaten wechselte er zum russischen Erstligisten FK Dynamo Moskau. Für die erste Mannschaft kam Yaghoubi zu keinem Einsatz. Er pendelte stets zwischen Bank und Reserveteam. Nach seiner Rückkehr zu Spartaks erzielte er am 26. Oktober 2014 beim 1:0-Sieg gegen den FK Daugava Riga sein erstes Ligator. Am 5. März 2015 wechselte er ablösefrei zurück in seine Heimat zu Rovaniemi PS. Er trug mit vier Toren und fünf Vorlagen zum starken Abschneiden seines Vereins in der Saison 2015 bei. RoPs erreichte den 2. Tabellenplatz und Mosa wurde mit dem Preis als Rovaniemis Bester Mittelfeldspieler ausgezeichnet. Ein Jahr nachdem er von Spartaks nach Finnland zurückgekehrt war, unterschrieb Yaghoubi am 3. März 2016 erneut bei Spartaks Jūrmala. Bereits zwei Wochen später wurde er für ein Jahr an den kasachischen Verein Schachtjor Qaraghandy ausgeliehen. Nach elf Einsätzen ohne Torerfolg beendete Schachtjor am 17. Juni 2016 das Leihgeschäft und Mosa kehrte nach Lettland zurück. Zur Saison 2017 wechselte Moshtagh Yaghoubi zum finnischen Rekordmeister HJK Helsinki. Aufgrund einer Sprunggelenksverletzung verpasste Mosa im Saisonfinish den Gewinn des Doubles, bestehend aus Pokal und Meisterschaft. In 20 Einsätzen erzielte er vier Tore und bereitete sieben weitere vor. In der Saison 2018 verteidigte Yaghoubi mit HJK die Meisterschaft. Das Double konnte man jedoch nicht ein zweites Mal erringen, da das Pokalfinale gegen Inter Turku mit 0:1 verloren wurde. Nach der Spielzeit 2018 verließ er den Hauptstadtverein und blieb für zweieinhalb Monate vereinslos, bevor er sich am 31. Januar 2019 dem Seinäjoen JK anschloss. Bei der 2:1-Auswärtsniederlage in seinem Debütspiel im Suomen Cup, wurde Mosa in der Schlussphase mit glatt Rot vom Platz gestellt. Sein Ligadebüt für den Erstligisten bestritt er am 6. April 2019 beim 1:0-Heimsieg gegen den Aufsteiger Helsingfors IFK. Seinen ersten Treffer erzielte er am 26. April beim 1:1-Unentschieden gegen den Vaasan PS. Er kam in diesem Spieljahr 2019 in 15 Ligaspielen zum Einsatz. Ende September 2019 wurde sein Vertrag beim SJK Seinäjoki vorzeitig ausgelöst. Zum 1. Januar 2020 schloss er sich dem Erstligisten Helsingfors IFK an. Am 26. Januar 2020 debütierte er beim 1:1-Unentschieden im Pokalspiel gegen seinen ehemaligen Arbeitgeber FC Honka Espoo für seinen neuen Verein. In dieser Saison 2020 bestritt er 17 Ligaspiele, in denen er einen Torerfolg sowie drei Vorlagen verbuchen konnte. Nach zwei Jahren ging er dann weiter zum Ligarivalen AC Oulu und wurde von dort im Sommer 2022 an seinen ehemaligen Klub Seinäjoen JK verliehen.

### Nationalmannschaft
Yaghoubi erhielt die finnische Staatsbürgerschaft im Jahr 2013. Er wurde danach sofort für das Qualifikationsspiel der finnischen U-21-Nationalmannschaft für die U-21-Fußball-Europameisterschaft 2015 gegen Litauen nominiert, in dem er jedoch zu keinem Einsatz kam. Sein Debüt bestritt er am 14. August 2013 gegen Wales, in dem er ein Tor erzielte. Sein Pflichtspieldebüt für die A-Nationalmannschaft Finnlands bestritt er am 24. März 2017 im Qualifikationsspiel zur Fußball-Weltmeisterschaft 2018 gegen die Türkei. Er wurde in der 67. Minute für Sakari Mattila eingewechselt. Sein erstes Tor erzielte er am 9. Juni 2018 beim 2:0-Auswärtssieg gegen Belarus.

## Erfolge
- Finnischer Pokalsieger: 2012, 2017
- Lettischer Meister: 2016
- Finnischer Meister: 2017, 2018

## Sonstiges
Sein älterer Bruder Hassan Yaghoubi (* 1992) ist ebenfalls Fußballer und spielt momentan für den finnischen Viertligisten Inter Helsinki.